# Aleksandria
|  | No s'ha de confondre amb Alexandria. |

Aleksandria (en rus: Александрия) és un poble del krai de Stàvropol, a Rússia, que en el cens del 2010 tenia 3.558 habitants. Pertany al districte rural de Blagodarni.